# Comodica tigrina
Comodica tigrina är en fjärilsart som beskrevs av Turner 1917. Comodica tigrina ingår i släktet Comodica och familjen äkta malar. Inga underarter finns listade i Catalogue of Life.